# Bengál szalakóta
A bengál szalakóta (Coracias benghalensis) a madarak osztályának szalakótaalakúak (Coraciiformes) rendjébe és a szalakótafélék (Coraciidae) családjába tartozó faj.

## Rendszerezése
A fajt Carl von Linné svéd természettudós írta le 1758-ban, a Corvus nembe Corvus benghalensis néven.

## Alfajai
- Coracias benghalensis benghalensis (Linnaeus, 1758) - az Arab-félsziget keleti részén, valamint Irán, Pakisztán területén, India északkeleti részén és Bangladesben él.
- Coracias benghalensis indicus (Linnaeus, 1766)[2] - India középső és déli részén és Srí Lanka szigetén él

Korábban az indokínai szalakótát (Coracias affinis) is ebbe a fajba sorolták (Coracias benghalensis affinis) néven, de az újabb rendszerek különálló fajként kezelik.

## Előfordulása
Afganisztán, Banglades, Bhután, Kambodzsa, Kína, India, Irán, Irak, Kuvait, Laosz, Malajzia, Mianmar, Nepál, Omán, Pakisztán, Szaúd-Arábia, Srí Lanka, Thaiföld, az Egyesült Arab Emírségek és Vietnám területén honos. Kóborlóként eljut a Maldív-szigetekre, Katarba, Szíriába, Törökországba és Jemenbe is.
Természetes élőhelyei a szubtrópusi és trópusi száraz erdők és szavannák, valamint legelők, szántóföldek, ültetvények, vidéki kertek és városi környezet. Állandó, nem vonuló faj.

## Megjelenése
Testhossza 34 centiméter, szárnyfesztávolsága 65-74 centiméter, testtömege 99-140 gramm.
|  |  |

## Szaporodás
Fészekalja 3-5 tojásból áll.

## Természetvédelmi helyzete
Az elterjedési területe rendkívül nagy, egyedszáma pedig növekszik. A Természetvédelmi Világszövetség Vörös listáján nem fenyegetett fajként szerepel.